# Ondrej Moriš
Ondrej Moriš (10. října 1916 Melčice-Lieskové, Rakousko-Uhersko – 27. září 1944 Banská Bystrica, Slovensko) byl slovenský protifašistický bojovník, četník a účastník Slovenského národního povstání.

## Život
Moriš působil jako četnický strážmistr v Turčianských Teplicích, kde navázal styky s antifašisty na Hlavním velitelství četnictva. V bojích u Čremošného byl těžce zraněn střepinami minometných granátu do zad. V nemocnici v Banské Bystrici zranění podlehl. Po skončení války byl vyznamenán in memoriam Řádem Slovenského národního povstání a Československým válečným křížem 1939.